# 보틀 플리핑

보틀 플리핑(Bottle flipping)은 일반적으로 부분적으로 액체가 채워진 플라스틱 병을 공중에 던져 회전시켜 바닥이나 뚜껑에 똑바로 세우려는 트렌트였다. 이 활동을 시도하는 사람들의 수많은 동영상이 온라인에 게시되면서 2016년 여름에는 국제적인 트렌드가 되었다. 인기가 높아짐에 따라 여러 번의 시도에 대한 반복적인 쿵쿵 소리는 주의를 산만하게 하고 대중을 방해한다는 비판을 받아 왔다. 부모와 교사는 이 연습에 대해 불만을 표시했으며, 그 결과 전 세계 여러 학교에서 보틀 플리핑이 금지되었고, 많은 사람들은 이 연습을 비공개로만 수행해야 한다고 요구했다.

## 같이 보기
- 인터넷 밈